# Lolita (novela)
Lolita es la novela más conocida del escritor de origen ruso, nacionalizado estadounidense, Vladimir Nabokov publicada por primera vez en 1955, que trata sobre la relación de un profesor  y su hijastra de 12 años.
No exenta de polémica, es considerada por muchos críticos y académicos como una obra maestra de la literatura universal moderna y un clásico literario del siglo XX.
Entre los hechos que pudieron influenciar a Nabokov en su novela está el secuestro en 1948 de Florence Sally Horner, de 11 o 12 años, según algunas fuentes (aunque las noticias discrepan acerca de su edad, el apunte manuscrito de Nabokov refiere a la chica cuando fallece en un accidente automovilístico a la edad de 15 años) que fue secuestrada por un hombre de mediana edad.
Según el escritor Martin Amis, «Lolita no fue el primer libro en el que Nabokov escribió sobre menores corrompidas. De sus 19 ficciones, por lo menos seis se refieren a la sexualidad de niñas prepúberes.»
El libro contiene diferentes niveles de lectura, desde el relato romántico y erótico hasta el retrato de una sociedad autocomplaciente, así como temas sobre la moral y la perversión psicopatológica.
La novela, publicada por una editorial erótica francesa, fue catalogada de pornográfica porque trata de la relación sexual entre un «depravado» y su hijastra.
El propio Nabokov participó en la adaptación de la novela para la película homónima (1962) de Stanley Kubrick.

## Argumento
La novela está precedida por el prólogo de un psicólogo ficticio llamado John Ray, Jr. editor de libros de psicología. Ray explica que recibió un manuscrito titulado «Lolita», o «La confesión de un viudo blanco» que está firmado con el seudónimo de Humbert Humbert, un autor que murió en la cárcel por una trombosis coronaria. Las memorias, que se dirigen tanto a la audiencia como a su hipotético jurado, comienzan con el relato del nacimiento de Humbert en París en 1910 de madre inglesa y de padre suizo. Cuenta cómo pasa su infancia en la Riviera francesa, donde se enamora de su amiga Annabel Leigh. Este amor juvenil se ve interrumpido sin consumación por la muerte prematura de Annabel a causa del tifus, lo cual genera en Humbert una insatisfacción que desemboca en una obsesión sexual por un tipo específico de niñas púberes, de 9 a 14 años, a las que llama "nínfulas".
Después de graduarse, Humbert trabaja como profesor de literatura francesa y comienza a editar un libro de tinte académico, haciendo referencias pasajeras a sus estancias recurrentes durante ese periodo en diversas instituciones mentales. Antes del estallido de la Segunda Guerra Mundial, Humbert emigra a los Estados Unidos. En 1947 se muda a Ramsdale, un pequeño pueblo de Nueva Inglaterra, donde podría seguir trabajando tranquilamente en su libro. La casa en la que pretende vivir se quema en un incendio. Buscando un hogar alternativo, conoce a la viuda Charlotte Haze, que busca un inquilino. Humbert visita la residencia de Charlotte por cortesía ya que inicialmente tenía la intención de rechazar la oferta. Sin embargo, Charlotte lleva a Humbert a su jardín, donde su hija Dolores de 12 años (también conocida como Dolly, Lo y Lola) está tomando el sol. Humbert cree descubrir en Dolores a su nínfula perfecta, encarnación de su antiguo amor Annabel, y rápidamente decide mudarse.
El apasionado Humbert busca constantemente formas discretas de satisfacer sus impulsos sexuales, generalmente a través de pequeños contactos físicos con Dolores. Mientras la niña se encuentra en un campamento de verano, Humbert recibe una carta de Charlotte en la que le confiesa su amor y le da un ultimátum: o se casa con ella o se tiene que ir de la casa. Inicialmente asustado, Humbert comienza a ser consciente del grotesco placer que le supondría ser el padrastro de Dolores, por lo que acepta la propuesta para lograr sus propósitos. Pero justo es entonces cuando Charlotte descubre el diario de Humbert en el que describe su deseo por la niña y el desprecio que le causa la madre. Sorprendida y humillada, Charlotte decide huir de su lado no sin antes escribir cartas a las amistades de Humbert advirtiéndoles del monstruo que ha resultado ser. Al no creerle la excusa de que realmente el diario solo era un boceto para su futura novela, Charlotte sale corriendo de la casa para enviar las cartas. Pero antes de poder hacerlo es atropellada por un automóvil que había perdido el control, muriendo en el accidente.
Humbert logra recuperar y destruir la correspondencia que le incriminaba. Además, aprovecha que se ha quedado al cargo de Dolores para sacarla del campamento en el que se encontraba aún, poniendo de excusa que la madre ha enfermado gravemente y que había tenido que ser hospitalizada. Tras esto la lleva a un hotel de lujo que Charlotte le había recomendado en algún momento. Humbert cree que se sentirá culpable si mantiene relaciones sexuales con la niña mientras esté consciente, por lo que urde el engaño de hacerle tomar un sedante fingiendo que son vitaminas. Mientras espera a que el narcótico haga efecto, deambula por el hotel conociendo a un hombre misterioso que parece estar al tanto del plan de Humbert con Dolores. Este se zafa de la conversación y vuelve a la habitación. Allí descubre que le han engañado con el sedante entregándole un fármaco más suave. Esto hace que Dolores solo esté somnolienta despertándose con frecuencia, con periodos de sueño y vigilia. En esta situación no se atreve a iniciar relaciones sexuales con ella esa noche.
Por la mañana, Dolores le confiesa a Humbert que ya ha mantenido relaciones con un chico mayor que ella durante un campamento distinto el año anterior. Lolita seduce a Humbert lo cual conduce a que tengan relaciones sexuales. Después de abandonar el hotel, Humbert le revela a Dolores que su madre ha muerto. La noticia sume en la tristeza a la niña que llora constantemente durante los días posteriores. Los dos recorren el país viajando de día y durmiendo en moteles por la noche. Humbert trata de mantener el interés de Dolores tanto en el viaje como en sí mismo. Para obtener los favores de Dolores, Humbert recurre a constantes sobornos. Finalmente se establecen en Beardsley, un pequeño pueblo de Nueva Inglaterra. Humbert adopta el papel de padre de Dolores inscribiéndola en una escuela femenina local.
Humbert controla de modo estricto y celoso todos los aspectos sociales de Dolores, prohibiéndole que asista a fiestas o que tenga citas con otras personas. Es solo a instancias del director de la escuela, que considera a Humbert como un padre conservador y estricto, que accede finalmente a que Dolores participe en una representación dentro de la escuela, siendo el título de la obra el nombre del mismo hotel en el que Humbert paso su primera noche con Dolores y en donde conoció al misterioso hombre. El día anterior al estreno de la función, Dolores y Humbert tienen una fuerte discusión que provoca la huida de la niña. Él la persigue y la encuentra en una farmacia cercana bebiendo un refresco de helado. Dolores le cuenta que desea abandonar el pueblo para continuar con otro viaje en coche como el que les había llevado hasta allí. Inicialmente, Humbert está encantado con la idea, pero mientras viajan comienza a tener dudas de las intenciones de Lolita. Cree que les sigue alguien con quien Dolores mantiene algún tipo de relación.
El hombre que va tras ellos es Clare Quilty, un famoso dramaturgo que escribió la obra en la que iba a participar Dolores. Llegando a las montañas de Colorado, Dolores comienza a sentirse enferma lo que hace que Humbert la ingrese en un hospital de donde será dada de alta una noche por un "tío" suyo. Humbert sabe que la niña no tiene parientes vivos e inmediatamente se enfrasca en una búsqueda frenética de Lolita y su secuestrador sin éxito inicial. 
Durante los siguientes dos años, Humbert apenas mantiene una relación estable con una joven alcohólica llamada Rita. Profundamente deprimido, recibe una carta de Dolores, de 17 años, diciéndole que está casada, embarazada y que necesita dinero desesperadamente. Humbert, en contra de los deseos de Lolita, rastrea su dirección armado con una pistola. Cuando la encuentra, Dolores le pide que finja ser su padre separado y que no revele a su marido Richard las relaciones incestuosas que mantuvieron. Después de muchas insistencias, Dolores le confiesa a Humbert que Quilty fue quien la sacó del hospital. Estaba enamorada de él, pero fue rechazada cuanto Lolita se negó a protagonizar una de las películas pornográficas de Quilty. Es en este momento cuando Humbert le confiesa al lector que siempre estuvo enamorado de Dolores a la que implora que se escapen juntos, pero ella se niega. Aceptando su decisión, Humbert le hace entrega del dinero que le correspondía de la herencia de Charlotte. Tras esto, Humbert se dirige a la mansión del drogadicto Quilty disparándole varias veces.
Esto provoca la inmediata detención de Humbert. En sus reflexiones finales reafirma el amor que siente por Dolores y pide que sus memorias no se hagan públicas hasta tiempo después de su muerte. Dolores muere al dar a luz a su hijo el día de Navidad de 1952, lo que impide que se cumpla la predicción de Humbert de que "Dolly Schiller probablemente sobrevivirá muchos años".

## Primeras ediciones

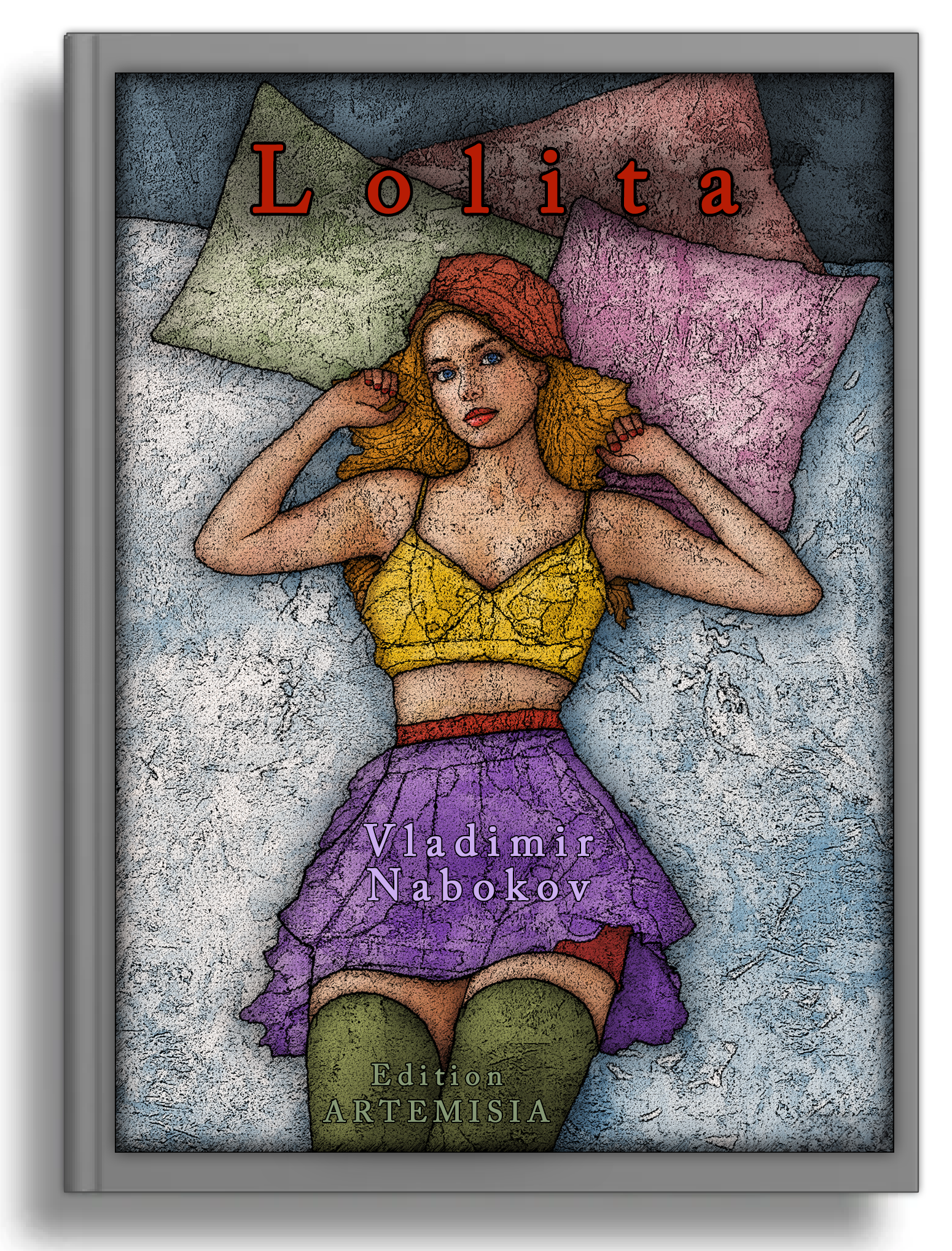
Vladimir Nabokov "Lolita",Imagen de portada : Hugo Heikenwaelder, Edition ARTEMISIA, 1999

Nabokov terminó Lolita el 6 de diciembre de 1953, cinco años después de comenzar la novela.
Debido a su tema, Nabokov intentaba publicar la novela bajo un seudónimo (aunque el personaje anagramático de Vivian Darkbloom hubiera podido alertar a los lectores), pero el manuscrito fue rechazado por Viking, Simon & Schuster, New Directions, Farrar, Straus y Doubleday. Después de estos rechazos se publicó en Francia por Maurice Girodias, el dueño de Olympia Press en París, pero la mayoría de los libros publicado por Olympia eran pornográficos. Sin saber esto, Nabokov firmó un contrato con Olympia bajo su nombre verdadero a pesar de los avisos de Morris Bishop, su amigo en la Universidad de Cornell donde Nabokov trabajaba como profesor. Esta edición fue prohibida en Inglaterra y Francia.
Se publicó por primera vez en Estados Unidos en 1958 por G. P. Putnam's Sons. Nabokov también tradujo Lolita al ruso y fue publicada por Phaedra en Nueva York en 1967.

## Alusiones literarias y en la música popular
- El primer amor de Humbert, Annabel, fue bautizada a raíz de la lectura de Annabel Lee, de Edgar Allan Poe. En realidad, su infancia es descrita con versos cogidos de este poema.
- El doble nombre de Humbert viene de la obra de Allan Poe William Wilson, un cuento donde el protagonista es atacado por su doppelganger.
- En marzo de 2004, el investigador alemán Michael Maar descubrió un cuento corto llamado Lolita publicado en 1916.[24]
- La canción Don't Stand So Close to Me publicada en 1980 en el álbum Zenyatta Mondatta del grupo británico The Police, hace referencia a Lolita en su letra: "Just like the old man in that book by Nabokov".

## Influencia
El término lolita se ha popularizado para referirse a adolescentes consideradas muy seductoras (a pesar de que el personaje de Lolita es una víctima de secuestro y violación que siempre está buscando escapar) especialmente si son menores de edad. En el mercado de la pornografía, el término lolita se usa para describir niñas o adolescentes. El mismo Nabokov describía a Humbert como «una persona odiosa». En Japón se ha desarrollado el término lolicon, para referirse al complejo de lolita y la obsesión por las niñas jóvenes, sobre todo en la ficción.
El nombre de Lolita fue utilizado para llamar a la ropa interior, las copas de Martini y hasta un tipo de consolador.
Lolita ha sido llevada a la pantalla grande en dos ocasiones, en el año 1962 por Stanley Kubrick (con James Mason, Shelley Winters, Peter Sellers y Sue Lyon) y en el año 1997 por Adrian Lyne (con Dominique Swain, Jeremy Irons y Melanie Griffith); aunque en la primera, debido a la censura de la época, elevando la edad de Lolita al inicio de la historia de 12 a 14 años.
- La cantante estadounidense Lana Del Rey hizo varias referencias en algunas de las canciones de su álbum Born To Die, estas fueron Carmen, Off To The Races, e inclusive hay una en especial que lleva el nombre Lolita.

- La cantante española-mexicana Belinda hizo una canción para su tercer álbum de estudio Carpe Diem titulada "Lolita" inspirada en el libro. Hizo una referencia diciendo: "Sin duda, Nabokov fue el que me escribió, pero en realidad fui yo quien lo inventó".

- El primer sencillo de la cantante francesa Alizée titulado Moi... Lolita está inspirado en la novela, en este caso, cantado desde el punto de vista de la menor. La letra de la canción habla de cómo es percibida como una joven sensual, rebelde y problemática y se excusa diciendo que "no es culpa suya si ella entiende todo lo que pasa a su alrededor". En el videoclip, la propia cantante (que por aquel entonces tenía 15 años de edad) es perseguida por un hombre adulto que proclama que la ama, y luego baila provocativamente en un club nocturno.

- En Colombia, el canal RCN produjo en el año 1999 la telenovela Me llaman Lolita, La historia se enfoca en una hermosa niña, Lolita, perdidamente enamorada de un hombre mayor que ella, Esteban, a pesar de que se sospechara de que él podría ser su padre, historia con similitudes a la novela del escritor ruso, que van más allá del nombre.